# Anomophysis plagiata
Anomophysis plagiata là một loài bọ cánh cứng trong họ Cerambycidae.